# Satai
El satai, també escrit satay o saté, és un plat de carn enfilada en una broqueta, feta a la brasa i servida amb una salsa. És típic del sud-est asiàtic, principalment d'Indonèsia i Malàisia. Es creu que el satai és originari de Java, però s'ha estès per Indonèsia fins que ha esdevingut un plat nacional. El satai indonesi se sol servir amb una salsa de soia dolça i s'acompanya de lontong, una mena de pastissets d'arròs, tot i que les receptes són molt variades. També és popular a Brunei, les Filipines, Singapur i Tailàndia. A Sri Lanka s'ha convertit en un aliment bàsic a conseqüència de la influència de la comunitat malai local. També s'ha incorporat planament a la cuina neerlandesa a causa del passat colonial.
El satai es pot fer amb trossos de pollastre, cabra, xai, vedella, porc, peix o altres animals; o bé amb tofu. Sovint es fan servir bastonets de bambú per a les broquetes. Els enfilalls es couen a la brasa i se serveixen amb alguna salsa picant, la més freqüent de les quals és una combinació de soia i salsa de cacauet. És un menjar de carrer habitual. És semblant al yakitori japonès o als chuàn xinesos.
El satai podria haver estat creat pels venedors ambulants de Java com a adaptació dels kebabs indis. El sorgiment del satai coincidí amb l'entrada d'immigrants indis i àrabs a partir del segle xviii. La publicació indonèsia Koran Jakarta assegurà que el satai prové del terme javanès sak beteng, que vol dir un bastó, i que s'originà el segle xv a la zona que avui és la Regència de Ponorogo, a la província de Java Oriental. De Java passà a Insulíndia i, en conseqüència, se'n crearen moltes versions. A finals del segle xix ja s'havia instroduït a les veïnes Malàisia, Singapur i Tailàndia, i s'introduí a Sud-àfrica amb el nom de sosatie.